# Фризанко
Фризанко (італ. Frisanco, вен. Frixanco) — муніципалітет в Італії, у регіоні Фріулі-Венеція-Джулія,  провінція Порденоне.
Фризанко розташоване на відстані близько 490 км на північ від Рима, 105 км на північний захід від Трієста, 30 км на північ від Порденоне.

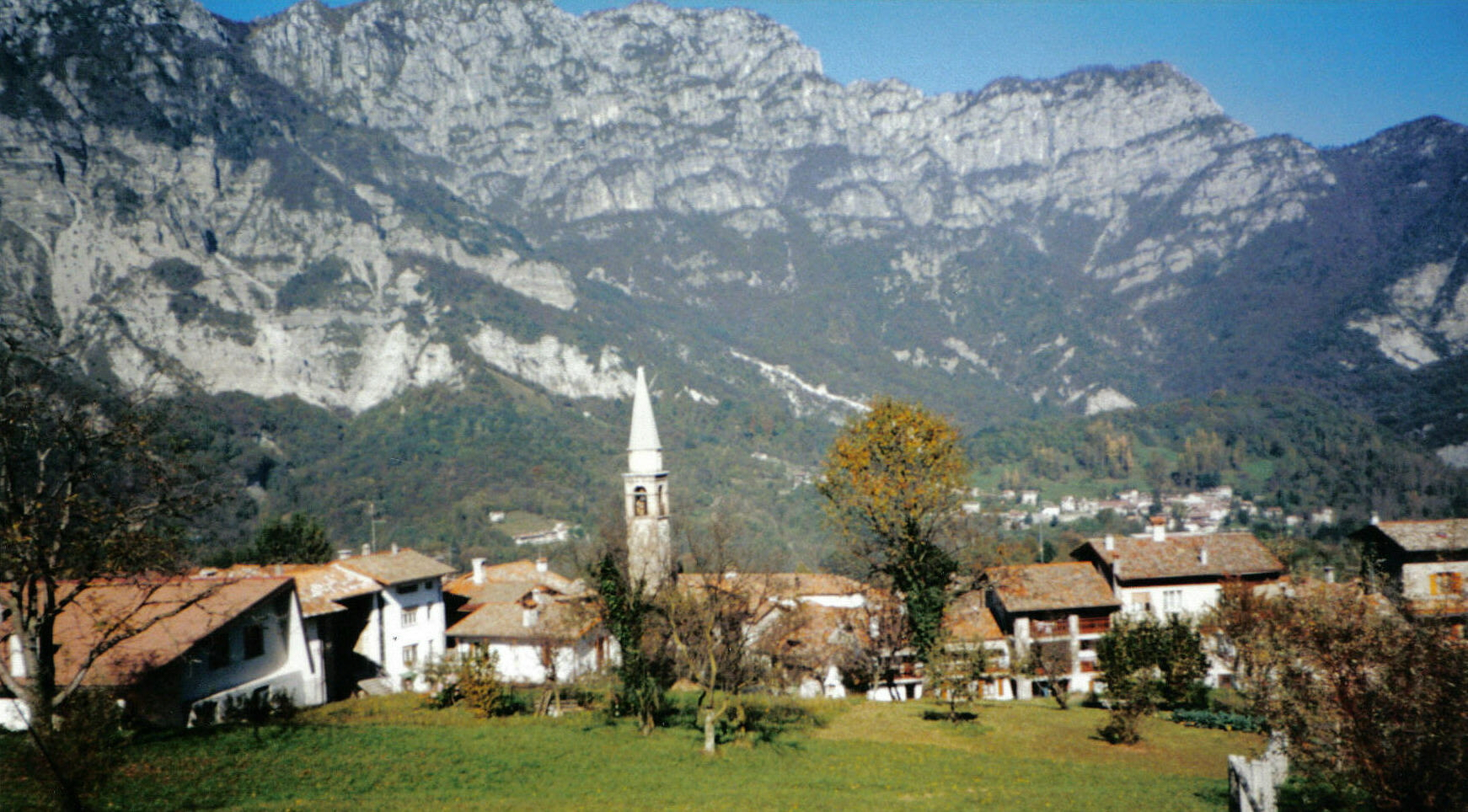

Населення — 620 осіб (2014).

## Демографія
Населення за роками:

Станом на 1 січня 2023 року в муніципалітеті офіційно проживало 37 іноземців з 11 країн, серед них 13 громадян країн Євросоюзу та 10 громадян України.

## Сусідні муніципалітети
- Андреїс
- Барчис
- Кавассо-Нуово
- Клаут
- Фанна
- Маніаго
- Медуно
- Трамонті-ді-Сопра
- Трамонті-ді-Сотто